# 格西茨
格西茨是德国图林根州的一个市镇。总面积12.86平方公里，总人口327人，其中男性162人，女性165人（2011年12月31日），人口密度25人/平方公里。